# Poecilotriccus capitalis
Poecilotriccus capitalis là một loài chim trong họ Tyrannidae.